# Édouard Santkin
François Emmanuel Édouard Joseph Santkin (Marche-en-Famenne, 16 februari 1828 - Sint-Joost-ten-Node, 16 juni 1893) was een Belgisch volksvertegenwoordiger.

## Levensloop
Santkin was een zoon van Jean Santkin, voorzitter van de rechtbank van eerste aanleg, en van Marie-Antoinette Bourguignon. Hij trouwde met Hélène Bay.
Hij promoveerde tot doctor in de rechten (1852) aan de Universiteit van Luik en vestigde zich in Neufchâteau als advocaat (1852-1868) en vervolgens als pleitbezorger (1868-1888).
In 1870 werd hij verkozen tot katholiek volksvertegenwoordiger voor het arrondissement Neufchâteau en vervulde dit mandaat tot in 1880. 